# Parma (Waffe)

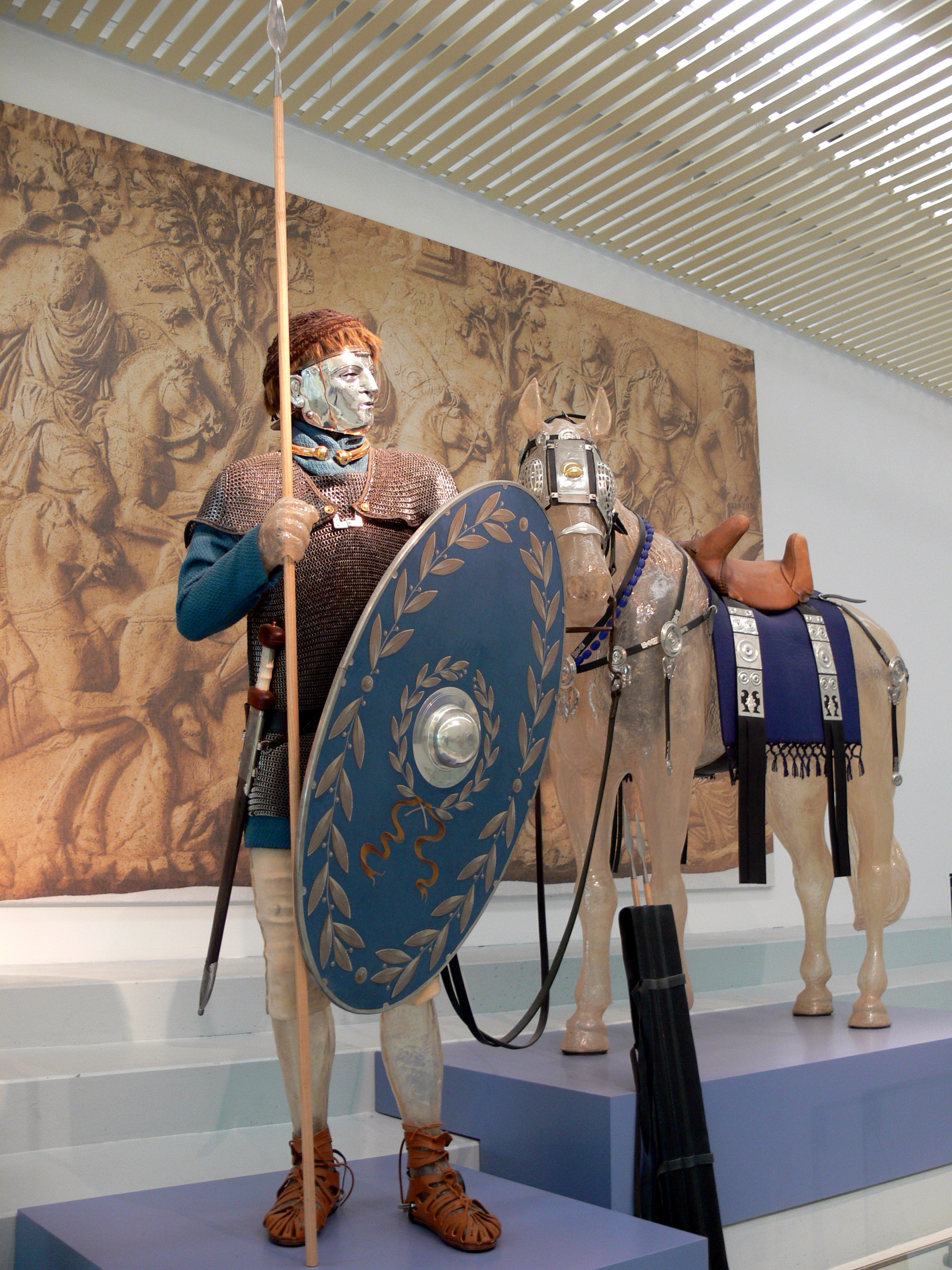
Rekonstruktion eines römischen Reiters mit Parma

Die Parma war ein Schild, der im antiken Rom vor allem von den Hilfstruppen verwendet wurde.

## Beschreibung
Eine Parma war im Gegensatz zum Scutum, dem Schild eines Legionärs der Armee, nicht gewölbt, sondern flach und von runder oder ovaler Form.
In republikanischer Zeit wurde die Parma von den leichtbewaffneten velites getragen, in der Kaiserzeit von den Angehörigen der Auxiliartruppen. Daneben war die Parma bei der Reiterei in Gebrauch. 
Auch der kleine Schild des Thraex, einer Gladiatorengattung, wurde als Parma bezeichnet.